# Robert Arboleda
Robert Abel Arboleda Escobar (* 22. října 1991) je ekvádorský profesionální fotbalista, který hraje na pozici středního obránce za brazilský klub São Paulo FC a ekvádorský národní tým.

## Klubová kariéra

### São Paulo
21. června 2017 podepsalo São Paulo za 2 miliony dolarů Arboledu, který do té doby hrál v Universidad Católica.

## Reprezentační kariéra
Arboleda debutoval za Ekvádor 26. května 2016 v zápase proti Spojeným státům.
Byl členem ekvádorských týmů na turnajích Copa América 2016, 2019 a 2021 a také na Mistrovství světa ve fotbale 2022.

## Osobní život
V dětství byl Arboleda fanouškem brazilských hráčů Ronalda, Ronaldinha a Juninha Pernambucana. Málem se stal policistou, než se rozhodl pokračovat ve své fotbalové kariéře.

## Statistiky

### Klubové
Platí k zápasu hranému 17. prosince 2021.
| Klub                 | Sezóna            | Liga              | Liga   | Liga | Národní pohár | Národní pohár | Kontinentální | Kontinentální | Státní liga | Státní liga | Ostatní | Ostatní | Celkově | Celkově |
| Klub                 | Sezóna            | Soutěž            | Zápasy | Góly | Zápasy        | Góly          | Zápasy        | Góly          | Zápasy      | Góly        | Zápasy  | Góly    | Zápasy  | Góly    |
| -------------------- | ----------------- | ----------------- | ------ | ---- | ------------- | ------------- | ------------- | ------------- | ----------- | ----------- | ------- | ------- | ------- | ------- |
| Municipal Cañar      | 2011              | Segunda Categoría | 6      | 1    | —             | —             | —             | —             | —           | —           | 10      | 4       | 16      | 5       |
| Grecia               | 2011              | Serie B           | 6      | 0    | —             | —             | —             | —             | —           | —           | —       | —       | 6       | 0       |
| Grecia               | 2012              | Serie B           | 32     | 2    | —             | —             | —             | —             | —           | —           | —       | —       | 32      | 2       |
| Grecia               | Celkově           | Celkově           | 38     | 2    | —             | —             | —             | —             | —           | —           | —       | —       | 38      | 2       |
| LDU Loja             | 2013              | Serie A           | 20     | 4    | —             | —             | 5             | 0             | —           | —           | —       | —       | 25      | 4       |
| LDU Loja             | 2014              | Serie A           | 41     | 1    | —             | —             | —             | —             | —           | —           | —       | —       | 41      | 1       |
| LDU Loja             | Celkově           | Celkově           | 61     | 5    | —             | —             | 5             | 0             | —           | —           | —       | —       | 66      | 5       |
| Universidad Católica | 2015              | Serie A           | 1      | 0    | —             | —             | 2             | 0             | —           | —           | —       | —       | 3       | 0       |
| Universidad Católica | 2016              | Serie A           | 33     | 7    | —             | —             | 2             | 0             | —           | —           | —       | —       | 35      | 7       |
| Universidad Católica | 2017              | Serie A           | 17     | 4    | —             | —             | 2             | 0             | —           | —           | —       | —       | 19      | 4       |
| Universidad Católica | Celkově           | Celkově           | 51     | 11   | —             | —             | 6             | 0             | —           | —           | —       | —       | 57      | 11      |
| São Paulo            | 2017              | Série A           | 23     | 3    | —             | —             | —             | —             | —           | —           | —       | —       | 23      | 3       |
| São Paulo            | 2018              | Série A           | 26     | 0    | 3             | 0             | 2             | 0             | 9           | 1           | —       | —       | 40      | 1       |
| São Paulo            | 2019              | Série A           | 29     | 1    | 1             | 0             | 2             | 0             | 13          | 1           | —       | —       | 45      | 2       |
| São Paulo            | 2020              | Série A           | 21     | 1    | 3             | 0             | 4             | 1             | 11          | 1           | —       | —       | 39      | 3       |
| São Paulo            | 2021              | Série A           | 17     | 1    | 2             | 0             | 7             | 0             | 13          | 3           | —       | —       | 39      | 4       |
| São Paulo            | 2022              | Série A           | 8      | 0    | 4             | 2             | 3             | 2             | 9           | 0           | —       | —       | 24      | 4       |
| São Paulo            | 2023              | Série A           | 13     | 0    | 10            | 0             | 9             | 1             | 3           | 0           | —       | —       | 35      | 1       |
| São Paulo            | Celkově           | Celkově           | 137    | 6    | 23            | 2             | 27            | 4             | 58          | 6           | —       | —       | 245     | 18      |
| Celkově v kariéře    | Celkově v kariéře | Celkově v kariéře | 293    | 25   | 23            | 2             | 38            | 4             | 58          | 6           | 10      | 4       | 422     | 41      |

### Reprezentační
Platí k zápasu hranému 21. března 2024.
| Ekvádor | Ekvádor | Ekvádor |
| Rok     | Zápasy  | Góly    |
| ------- | ------- | ------- |
| 2016    | 1       | 0       |
| 2017    | 6       | 1       |
| 2018    | 4       | 0       |
| 2019    | 5       | 0       |
| 2020    | 4       | 1       |
| 2021    | 10      | 0       |
| 2022    | 3       | 0       |
| 2023    | 5       | 0       |
| 2024    | 1       | 0       |
| Celkově | 39      | 2       |

#### Reprezentační góly
| Gól | Datum              | Místo                                       | Soupeř   | Skóre | Výsledek | Soutěž                                           |
| --- | ------------------ | ------------------------------------------- | -------- | ----- | -------- | ------------------------------------------------ |
| 1.  | 22. února 2017     | Estadio George Capwell, Guayaquil, Ekvádor  | Honduras | 2:1   | 3:1      | Přátelský zápas                                  |
| 2.  | 17. listopadu 2020 | Estadio Rodrigo Paz Delgado, Quito, Ekvádor | Kolumbie | 1:0   | 6:1      | Kvalifikace na Mistrovství světa ve fotbale 2022 |

## Úspěchy
São Paulo
- Copa do Brasil: 2023
- Supercopa do Brasil: 2024
- Campeonato Paulista: 2021